# Jean Guillaume Moitte
Jean-Guillaume Moitte, nacido el 11 de noviembre de 1746 en París donde falleció el 2 de mayo de 1810, fue un escultor francés.

## Datos biográficos
Moitte fue sucesivamente alumno de los escultores Pigalle y Jean-Baptiste Lemoyne. Obtuvo el Primer Premio de Escultura en 1768 con David portando la cabeza de Goliat triunfante (en francés: David portant la tête de Goliath en triomphe). Entra entonces en la Escuela real de alumnos protegidos (École royale des élèves protégés(en francés)) y posteriormente viaja a la Villa Medici de Roma, allí su estancia se ve reducida por una enfermedad.
Trabajó para Auguste, el orfebre del rey, y participa en los trabajos de decoración de las monumentos de la capital de Francia. Realizó los encargos de las estatuas de los generales muertos en combate, entre ellas por ejemplo la estatua de Custine para el museo de Versalles, la tumba de Desaix en el Grand Saint-Bernard y también la de Leclerc en el Panteón de París. Para este último edificio, había diseñado y concluido en 1793, durante la Revolución francesa, la decoración de su frontón, decoración que versaba sobre el tema de la Patria coronando a las virtudes civiles y heroicas. Moitte fue, con el escultor Philippe-Laurent Roland, el principal actor de las decoraciones exteriores esculpidas del hotel de Salm.
Fue miembro del Instituto de Francia, de la orden de la Legión de Honor y profesor en la École des beaux-arts de Paris.

## Obras

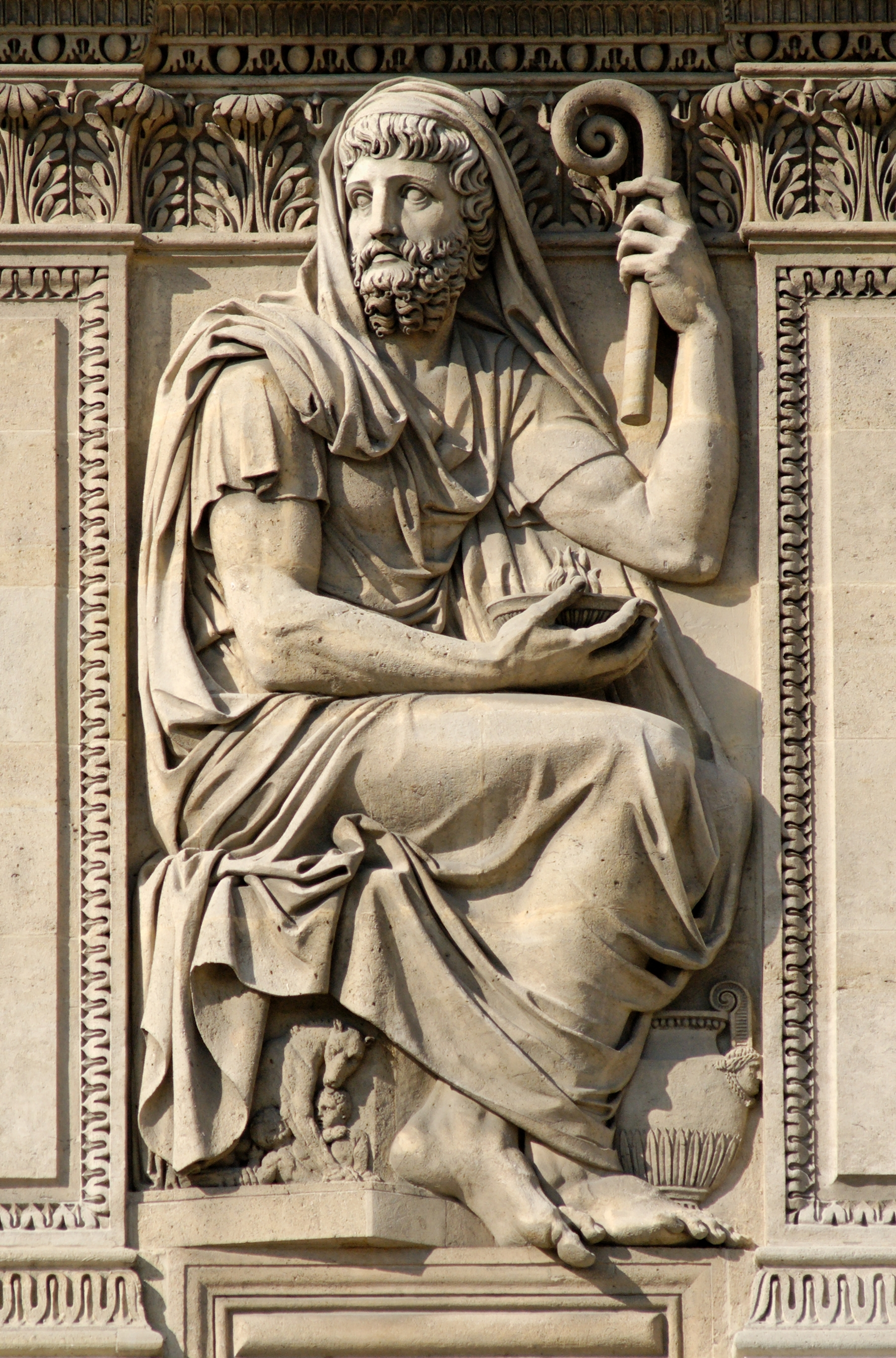
Heródoto, en la fachada del Cour Carree del Louvre.

Entre las mejores y más conocidas obras de Jean-Guillaume Moitte se incluyen las siguientes:
- La Ley, Numa, Manco Capac, Moises y un faraón , bajorrelieve, bronce, París, museo del Louvre
- Minerva, estatuilla, terracota, París, museo del Louvre
- El triunfo de Voltaire (1778), dibujo, París, museo del Louvre, departamento de las artes gráficas
- Orfeo en el infierno, dibujo, París, museo del Louvre, departamento de las artes gráficas
- Orfeo y vEurídice , dibujo, París, museo del Louvre, departamento de las artes gráficas
- Thucydide, Heródoto, Divinidad egipcia y un Inca (1806), relieves, piedra, París, palacio del Louvre, cour Carrée, buardilla de la fachada Oeste, a la derecha del pabellón del Reloj
- Rousseau observando los primeros pasos de la infancia, grupo, terracota (1790), París, museo Carnavalet
- Bailarines, friso del ático de la barrière d’Enfer, piedra, París, plaza Denfert-Rochereau
- Dos Renommée, bajorrelieves, piedra, París, Hôtel de Salm, Palacio de la Legión de Honor, portal principal
- Fiesta de Palès, bajorrelieve, piedra, París, Hotel de Salm, Palacio de la Legión de Honor, al fondo del ala
- Cinco bajorrelieves y seis estatuas alegóricas, piedra, París, Hotel de Salm, Palacio de la Legión de Honor, cuerpo central del quai Anatole-France
- Ceres, Marte y Diana, bocetos en terracota para las estatuas que se encuentran instaladas sobre la cúpula del Hotel de Salm, Hotel de Salm, Palacio de la Legión de Honor
- Retrato de Leonardo da Vinci, busto, mármol blanco, Fontainebleau, castillo
- El Rhin y El Nil, dos bajorrelieves para la Tumba del general Desaix en el hospicio del Grand-Saint-Bernard así como sus dos yesos modelados, bajorrelieves, Versalles, châteaux de Versailles y de Trianon
- Adam Philippe, comte de Custine, general en jefe (1742-1793) (Salón de 1810), estatua en pie mayor que el natural, mármol , Versalles, châteaux de Versailles et de Trianon, obra terminada por Jean-Baptiste Stouf
- Jean Dominique Cassini (1625-1712), estatuilla (trabajo preparatorio), terracota, Bayonne, museo Léon-Bonnat
- Un sacrificio, dibujo, Dijon, museo Magnin
- La partida (1798 - 1799), dibujo, Vizille, Museo de la Revolución francesa

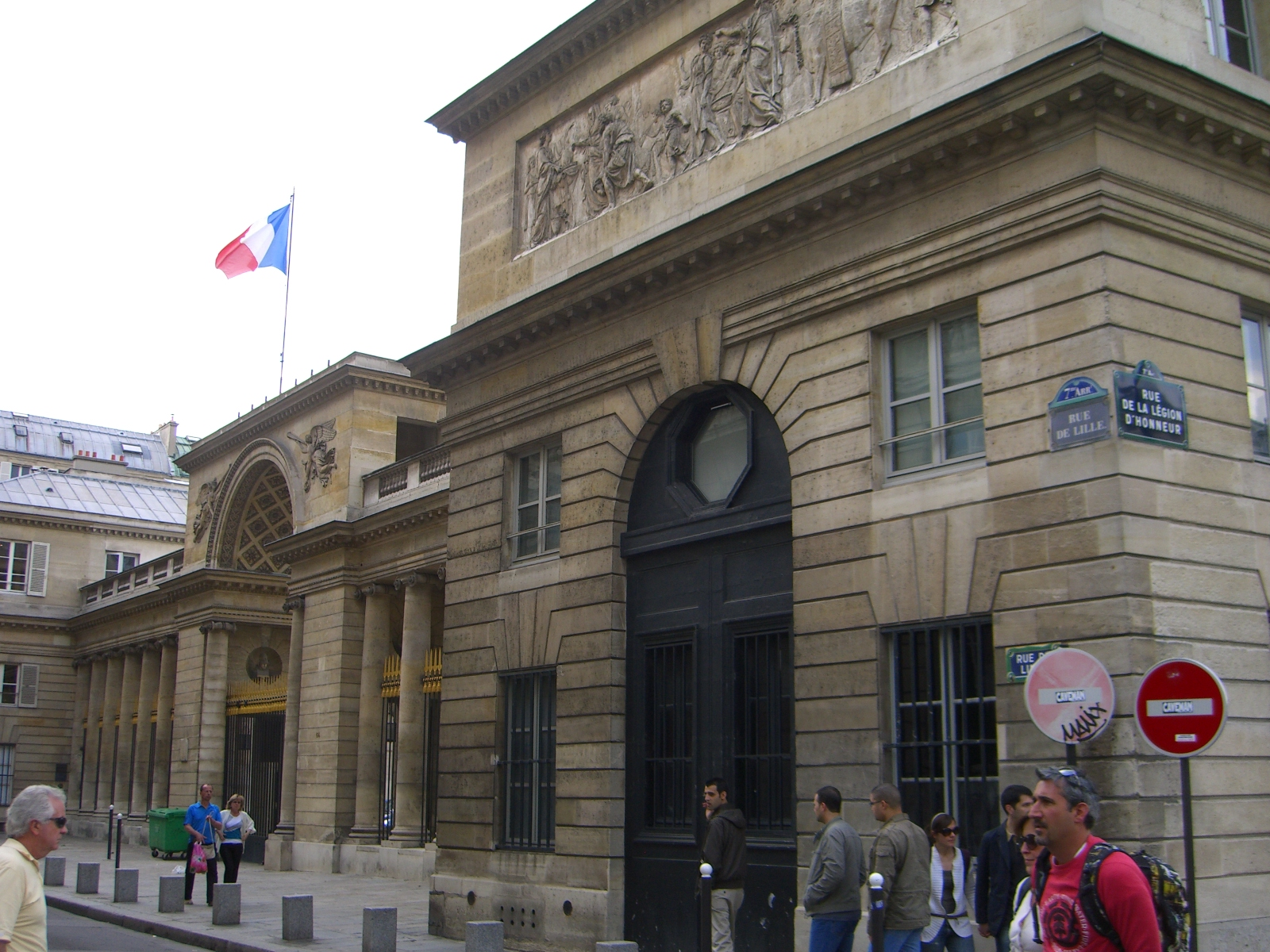
Dos Renommée, bajorrelieves, piedra, París, Hôtel de Salm, Palacio de la Legión de Honor, portal principal
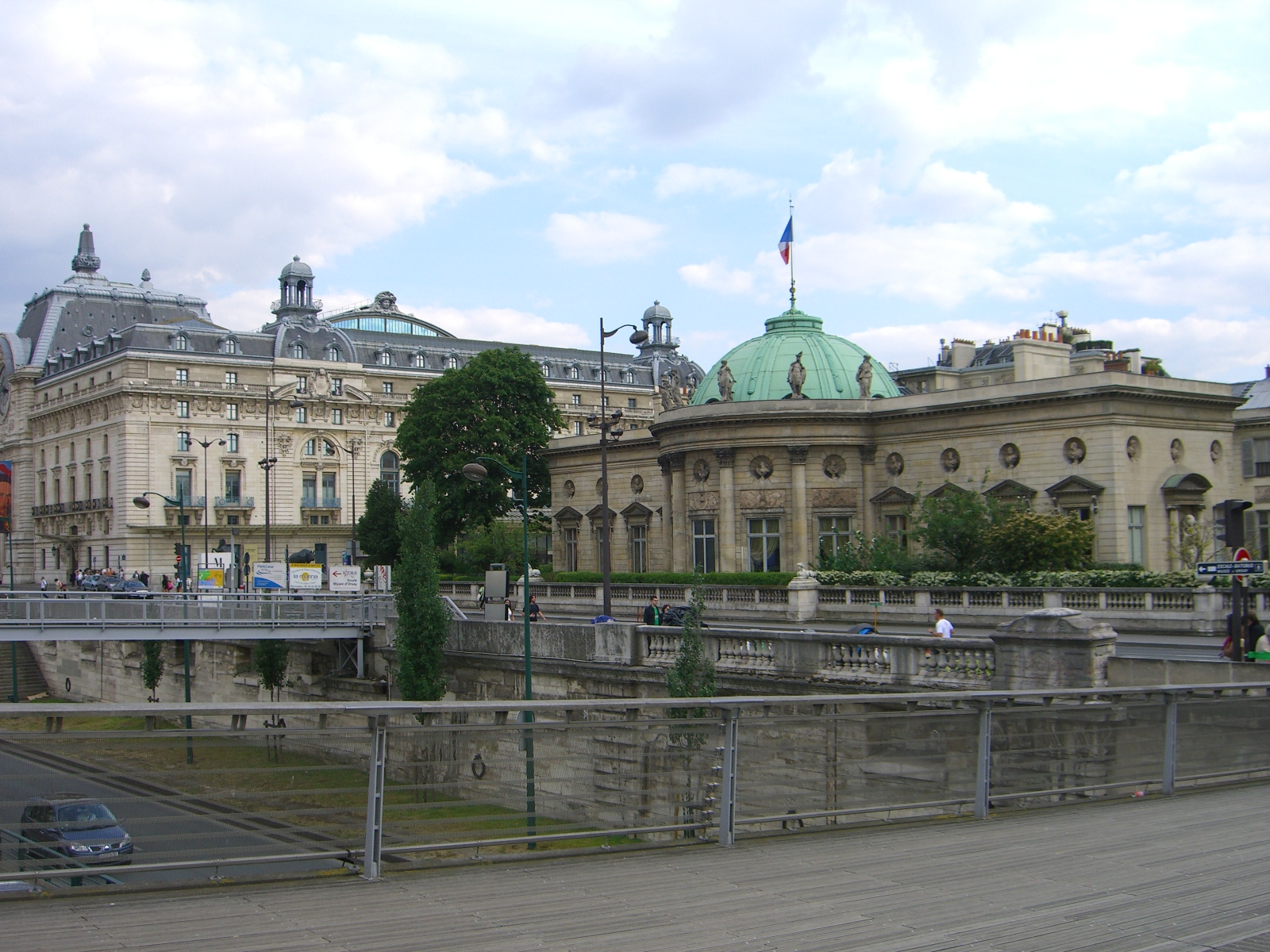
Cinco bajorrelieves y seis estatuas alegóricas, piedra, París, Hotel de Salm, Palacio de la Legión de Honor, cuerpo central del quai Anatole-France